# Kanton Cosne-Cours-sur-Loire-Nord
Kanton Cosne-Cours-sur-Loire-Nord (francouzsky Canton de Cosne-Cours-sur-Loire-Nord) je francouzský kanton v departementu Nièvre v regionu Burgundsko. Tvoří ho pět obcí.

## Obce kantonu
- Annay
- La Celle-sur-Loire
- Cosne-Cours-sur-Loire (severní část)
- Myennes
- Neuvy-sur-Loire